# Plošča (album)
Plošča je šesti studijski album slovenske rock skupine Zmelkoow, izdan oktobra 2004 pri založbi KUD Napačen planet.

## Seznam pesmi
Vse pesmi je napisal Goga Sedmak.
1. »Jaz sem pravi!« – 3:39
2. »Mrtev konj« – 4:09
3. »Suxes« – 3:46
4. »Rop« – 4:03
5. »Stipesan aus Japan« – 3:26
6. »Stresite glavo« – 2:59
7. »Orao pao« – 4:07
8. »Belo sonce« – 4:15
9. »Vse najboljše« – 3:45
10. »Ne morem več« – 3:36
11. »Rimar« – 4:43
12. »Nočem« – 5:20

## Zasedba

### Zmelkoow
- Goga Sedmak — vokal, kitara (kot "Goga Sedmaxi")
- Žare Pavletič — bas kitara
- Aleš Koščak — bobni
- Teo Kahrimanović — klaviature inženiring, produkcija
- Dejan Marković — trobenta
- Aleksandra Čermelj — vokal
- Eva Brajkovič — vokal